# Otto Wilhelm Sonder
Otto Wilhelm Sonder, né en 1812 dans le duché de Holstein et mort en 1881, est un pharmacien et botaniste allemand.

## Biographie
Il obtient son diplôme de pharmacie en 1835 et tient une officine à Hambourg de 1841 à 1878. L’université du Königsberg lui décerne un titre de docteur honoris causa en 1846.
Il participe, aux côtés de William Henry Harvey (1811-1866), à sept des onze volumes de Flora Capensis (1860-1865), grâce à la grande collection de spécimen de plantes d'Afrique du Sud, collectée par le botaniste danois Christian Friedrich Ecklon dont Sonder a fait l'acquisition.